# Bulbophyllum theioglossum
Bulbophyllum theioglossum är en orkidéart som beskrevs av Rudolf Schlechter. Bulbophyllum theioglossum ingår i släktet Bulbophyllum och familjen orkidéer. Inga underarter finns listade i Catalogue of Life.